# Hrvatski leksikon
Hrvatski leksikon je leksikon koji u dva sveska obrađuje nacionalne teme vezane uz Hrvatsku i Hrvate.
Izdavači leksikona su Naklada Leksikon Ante Žužula i Leksikografski zavod "Miroslav Krleža". Objavljen je u Zagrebu od 1996. do 1997. godine. Predsjednik izdavačkog savjeta leksikona bio je akademik Dalibor Brozović, a glavni urednik Antun Vujić, dok je na pisanju članaka bilo angažirano oko 300 suradnika.
Na leksikonu se radilo od 1993. u okviru priprema za šire izdanje, nacionalnu enciklopediju. U tijeku rada, međutim, odustalo se namjere pripreme nacionalne enciklopedije, pa se rad usmjerio na pripremu opće enciklopedije, koja je pod imenom Hrvatska enciklopedija počela izlaziti u izdanju Leksikografskog zavoda "Miroslav Krleža 1999. godine. 